# Temporada 1990 del Campeonato Mundial de Rally
La temporada 1990 fue la 18º edición del Campeonato Mundial de Rally. Comenzó en 19 de enero con el Rally de Montecarlo y finalizó el 25 de noviembre en el Rally de Gran Bretaña. El campeón fue Carlos Sainz, que obtenía su primer título a bordo de un Toyota Celica GT-Four y Lancia obtuvo su cuarto título de constructores. El campeonato de grupo N fue para el francés Alain Oreille.
La temporada 1990 se presentó con movimientos en los equipos oficiales. Lancia mantenía a Miki Biasion, Didier Auriol y Alessandro Fiorio y se reforzó con el regreso de Juha Kankkunen. Por su parte, Markku Alén se marchó a Subaru y Toyota perdió a Kankkunen y a Eriksson, que se fue a Mitsubishi, por lo que contó con Carlos Sainz como jefe de filas y fichó a Mikael Ericsson y a Armin Schwarz.

## Desarrollo

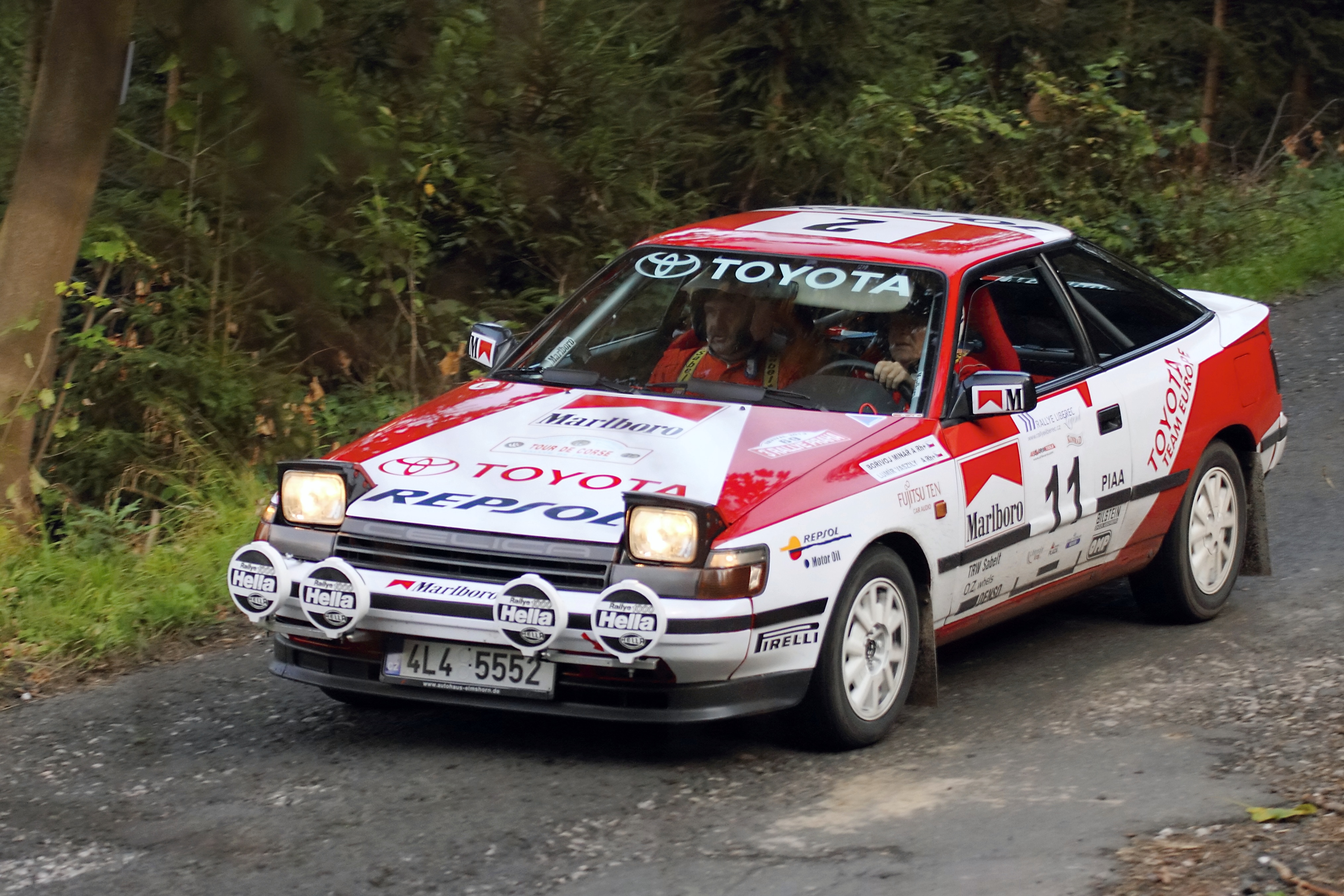
Réplica del Toyota Celica GT con el que Carlos Sainz obtuvo el título en 1990.

### Montecarlo
El campeonato comenzó en el Rally de Montecarlo, con la ausencia de nieve, por lo que se disputó sobre asfalto casi seco. El rally fue un duelo entre Auriol y Sainz, que tras los primeros veintidós tramos se encontraban empatados en cabeza. En la última noche, en Turini, Auriol se impuso con su Lancia Delta Integrale frente al que nada pudo hacer Sainz con su Celica. Toyota presentó una reclamación alegando que el turbo del Lancia había sido manipulado, pero fue desestimada por los comisarios. Tercero fue Biasion con el Delta, muy lejos de su compañero y del español. En ese año en Montecarlo, se empezó a hablar de una futura reglamentación que acabaría resultando en los World Rally Car. Como novedad se había introducido una norma que implantaba una brida más pequeña en el conducto de admisión de los turbo.

### Portugal
La siguiente prueba que se iba a disputar sería Suecia, pero ese año las altas temperaturas impidieron la aparición de la nieve en los caminos suecos por lo que se tuvo que cancelar. Tras Montecarlo entonces, se disputó el Rally de Portugal. La carrera se convirtió en una batalla de desgaste dominada por los Lancia de Biasion, Auriol y Kankkunen que coparon las tres plazas del podio, mientras que el resto de los participantes fueron cayendo uno a uno. En los primeros tramos, que se corrían sobre asfalto, Schwarz se puso líder, aunque terminó retirándose. Luego Biasion superó a Sainz y se colocó primero hasta el final, mientras que los Mitsubishi de Vatanen y Eriksson rompieron el motor, y posteriormente el propio Sainz acabó retirándose con la transmisión rota, con lo que dejaba a Toyota sin puntos en Portugal.

### Safari
En el Rally Safari la cosa fue distinta. Toyota envió a Sainz, Ericsson y al sueco Bjorn Waldegard, que ya sabía lo que era ganar en la prueba africana con un Celica. Lancia perdió a todos sus pilotos que no resistieron la dura prueba y solo Kankkunen pudo terminar la prueba, con un segundo puesto, pero muy lejos del ganador: Waldegard.  Tercero fue el otro Celica, Erikson y cuarto Sainz completaron un buen resultado para la marca japonesa.

### Córcega
En el Rally de Córcega se vivió otro gran duelo entre Auriol y Sainz, que se perfilaban como los favoritos para el título. En el inicio del rally el corso Yves Loubet dominó la prueba, pero un problema mecánico lo alejó de la cabeza. Auriol aprovechó y se puso líder, frente a un Sainz que a punto estuvo de quedar fuera al encontrarse de frente con el coche de un espectador en pleno tramo. A falta de tres tramos el francés rompió el diferencial delantero de su Delta, pero los mecánicos cambiaron la pieza a tiempo y Auriol se llevó la victoria con una ventaja de solo 38 segundos. Sainz finalizó tercero,y a partir de ahí no se bajaría del podio en toda la temporada.

### Grecia, Nueva Zelanda y Argentina
La siguiente prueba se disputó en Grecia, en el clásico Rally Acrópolis. En ella debutaron los Subaru Legacy preparado por Prodrive y conducido por Alén y el Volkswagen Golf Rallye G60 de Erwin Weber.  En Grecia Sainz dominó la prueba de principio a fin, solo seguido de cerca por Kankkunen, mientras que Auriol terminó fuera de carrera. El español ganó el rally, la que sería la primera victoria en su carrera mundialista y dio un golpe de autoridad, colocándose líder del campeonato con cinco puntos sobre Auriol. En Nueva Zelanda, Carlos Sainz volvió a ganar, en una prueba donde no estuvieron presente los Lancia, ya que no era puntuable para el campeonato de marcas. El podio lo completaron el Mazda 323 de Carlsson y el Golf de Weber. En Argentina ganó Biasion, seguido de Sainz que logró salvar el segundo puesto a pesar de haber volcado, y tercero Auriol que quedó muy atrás por un problema de motor al principio del rally.

### Finlandia
La siguiente cita sería el Rally de Finlandia, que Sainz afrontaba como sólido líder del campeonato con 95 puntos, seguido de Auriol con 67 y Biasion con 64. En tierras finlandesas el español mantuvo una dura pelea con Vatanen, que competía con un Mitsubishi Galant VR-4, y al que tuvo detrás toda la carrera, siempre con una diferencia de menos de medio minuto. Sainz aguantó la presión del finlandés y terminó ganando con una ventaja de solo 19 segundos y se convirtió además, en el primer piloto no nórdico en ganar en Finlandia. Tercero fue Eriksson también con un Galant y cuarto Alén con el Subaru Legacy. Los buenos resultados de los Mitsubishi y el Subaru fueron el primero de los anticipos que darían en el dominio que ambas marcas japonesas impondrían unos años después. En cuanto a Ford, el Ford Sierra Cosworth 4x4 de Pentii Airikkala se mostró muy competitivo a pesar de su abandono.

### Australia
A falta de cuatro rallies por disputarse, la siguiente prueba fue Australia, donde Lancia envió a Kankkunen, que había ganado el año anterior, y a un Auriol que terminó abandonando, quedando con escasas opciones de pelear por el campeonato de pilotos. Tras el dominio inicial de Eriksson lideró la prueba hasta que rompió el embrague de su Mitsubishi, Kankkunen se puso delante y ganó, con un Carlos Sainz en segunda posición y al que le bastaba un solo punto para convertirse en campeó del mundo. Tercero fue el Delta de Fiorio demostrando una vez el poderío de la marca italiana durante toda la temporada.

### San Remo
La siguiente prueba fue el Rally de San Remo en el que Toyota estaba obligada a hacer un buen resultado si quería mantener vivas las opciones al campeonato de marcas. Sainz dominó la prueba manteniendo a raya a Biasion y Auriol, hasta que en el último tramo se salió de la carretera perdiendo el liderato y bajando hasta la tercera posición. Biasion que se despistó al ver el anorak de Sainz se salió unos metros más adelante y cedió la victoria a Auriol, que se impuso por delante de Kankkunen. El tercer puesto de Sainz le valió para proclamarse campeón del mundo, mientras que los puntos obtenidos por los Delta de Auriol y Kankkunen, dieron a Lancia el campeonato de marcas, por lo que la fiesta en San Remo fue doble, Lancia y Toyota celebraron cada uno su título: los italianos su cuarto campeonato consecutivo y la marca japonesa el primero en su historia. En cuanto al resto de participantes, Malcolm Wilson hizo una excelente carrera con su Ford Sierra 4x4, con el que logró seis scratch en los tramos de tierra, mientras que los Subaru demostraron que podían ser muy competitivos.

### Recta final
La penúltima prueba del año fue el Rally Costa de Marfil. Los equipos oficiales no estuvieron presentes, pero sirvió para que el francés Alain Oreille sentenciara el campeonato de grupo N con su tercer puesto. El vencedor de la prueba fue el también francés Patrick Tauziac que ganó con un Mitsubishi Galant VR-4. Como curiosidad Tauziac, el ganador en Costa de Marfil, había finalizado en cuarta, tercera y segunda posición, en los últimos tres años y además de manera continua.
La última prueba del año y sin nada por decidirse, fue el Rally de Gran Bretaña. El español, con el título en el bolsillo y mientras que el año anterior un problema mecánico lo dejó fuera de carrera, se impuso de manera clara, primeramente presionando a Alén hasta que abandonó. Después fue Kankkunen quien lideró la carrera hasta que un patinazo en una zona helada lo dejó fuera de la carrera, logrando la primera victoria en tierras de Gales para un piloto latino.
Ese año Sainz se llevó el campeonato con 140 puntos, cuarenta y cinco más que el segundo: Auriol con 95, imponiéndose de manera clara. Rompió una racha de varios años de dominio de Lancia, y además logró ganar en Finlandia donde los pilotos nórdicos habían dominado durante años y en Gran Bretaña, siendo el primer piloto latino en conseguirlo.

## Calendario
| Ronda     | Fecha                        | Rally                    |
| --------- | ---------------------------- | ------------------------ |
| 1         | 19-25 de enero               | Rally de Montecarlo      |
| Cancelado | Cancelado                    | Rally de Suecia          |
| 2         | 6-10 de marzo                | Rally de Portugal        |
| 3         | 11-16 de abril               | Rally Safari             |
| 4         | 6-9 de mayo                  | Rally de Córcega         |
| 5         | 3-6 de junio                 | Rally Acrópolis          |
| 6         | 30 de junio-3 de julio       | Rally de Nueva Zelanda   |
| 7         | 24-28 de julio               | Rally de Argentina       |
| 8         | 23-26 de agosto              | Rally de Finlandia       |
| 9         | 20-23 de septiembre          | Rally de Australia       |
| 10        | 14-18 de octubre             | Rally de San Remo        |
| 11        | 28 de octubre-1 de noviembre | Rally de Costa de Marfil |
| 12        | 25-28 de noviembre           | Rally de Gran Bretaña    |

## Equipos
| Equipo                           | Constructor   | Vehículo                            | Piloto               | Copiloto            |
| -------------------------------- | ------------- | ----------------------------------- | -------------------- | ------------------- |
| Martini Lancia                   | Lancia        | Lancia Delta Integrale              | Miki Biasion         | Tiziano Siviero     |
| Martini Lancia                   | Lancia        | Lancia Delta Integrale              | Juha Kankkunen       | Juha Piironen       |
| Martini Lancia                   | Lancia        | Lancia Delta Integrale              | Didier Auriol        | Bernard Occelli     |
| Martini Lancia                   | Lancia        | Lancia Delta Integrale              | Alex Fiorio          | Luigi Pirollo       |
| Martini Lancia                   | Lancia        | Lancia Delta Integrale              | Yves Loubet          | Jean-Paul Chiaroni  |
| Jolly Club                       | Lancia        | Lancia Delta Integrale              | Dario Cerrato        | Giuseppe Cerri      |
| Jolly Club                       | Lancia        | Lancia Delta Integrale              | Alex Fiorio          | Luigi Pirollo       |
| Jolly Club                       | Lancia        | Lancia Delta Integrale              | Didier Auriol        | Bernard Occelli     |
| Jolly Club                       | Lancia        | Lancia Delta Integrale              | Robert Droogmans     | Ronny Joosten       |
| Toyota Team Europe               | Toyota        | Toyota Celica GT-Four               | Carlos Sainz         | Luis Moya           |
| Toyota Team Europe               | Toyota        | Toyota Celica GT-Four               | Mikael Ericsson      | Claes Billstam      |
| Toyota Team Europe               | Toyota        | Toyota Celica GT-Four               | Armin Schwarz        | Kalus Wicha         |
| Toyota Team Europe               | Toyota        | Toyota Celica GT-Four               | Björn Waldegård      | Gred Gallagher      |
| Toyota Team Europe               | Toyota        | Toyota Celica GT-Four               | Jorge Recalde        | Martin Christie     |
| Toyota Team Great Britain        | Toyota        | Toyota Celica GT-Four               | David Llewellin      | Phil Short          |
| Mazda Rally Team Europe          | Mazda         | Mazda 323 4WD Mazda 323 GT-X        | Timo Salonen         | Voitto Silander     |
| Mazda Rally Team Europe          | Mazda         | Mazda 323 4WD Mazda 323 GT-X        | Hannu Mikkola        | Arne Hertz          |
| Mazda Rally Team Europe          | Mazda         | Mazda 323 4WD Mazda 323 GT-X        | Gregoire de Mevius   | Luc Manset          |
| Mazda Rally Team Europe          | Mazda         | Mazda 323 4WD Mazda 323 GT-X        | Gregoire de Mevius   | Arne Hertz          |
| Mazda Rally Team Europe          | Mazda         | Mazda 323 4WD Mazda 323 GT-X        | Gregoire de Mevius   | Willy Lux           |
| Mazda Rally Team Europe          | Mazda         | Mazda 323 4WD Mazda 323 GT-X        | Ingvar Carlsson      | Per Carlsson        |
| Mazda Rally Team Europe          | Mazda         | Mazda 323 4WD Mazda 323 GT-X        | Rod Millen           | Tony Sircombe       |
| Mazda Rally Team Europe          | Mazda         | Mazda 323 4WD Mazda 323 GT-X        | Mikael Sundström     | Juha Repo           |
| Mitsubishi Ralliart Europe       | Mitsubishi    | Mitsubishi Galant VR-4              | Kenneth Eriksson     | Staffan Parmander   |
| Mitsubishi Ralliart Europe       | Mitsubishi    | Mitsubishi Galant VR-4              | Ari Vatanen          | Bruno Berglund      |
| Mitsubishi Oil Citizen           | Mitsubishi    | Mitsubishi Galant VR-4              | Kenjiro Shinozuka    | John Meadows        |
| Mitsubishi Oil Citizen           | Mitsubishi    | Mitsubishi Galant VR-4              | Ross Dunkerton       | Fred Gocentas       |
| Mitsubishi Oil Citizen           | Mitsubishi    | Mitsubishi Galant VR-4              | Ross Dunkerton       | Steve McKimmie      |
| Audi Sport Europa Team           | Audi          | Audi 90 Quattro                     | Paola de Martini     | Umberta Gibellini   |
| Audi Sport Europa Team           | Audi          | Audi 90 Quattro                     | Rudi Stohl           | Ernst Röhringer     |
| Audi Sport Europa Team           | Audi          | Audi 90 Quattro                     | Rudi Stohl           | Reinhard Kaufmann   |
| GM Euro Sport                    | Vauxhall Opel | Vauxhall Astra GT/E Opel Kadett GSi | Louise Aitken-Walker | Christina Thörner   |
| STI Europe                       | Subaru        | Subaru Legacy RS                    | Markku Alen          | Ilkka Kivimäki      |
| STI Europe                       | Subaru        | Subaru Legacy RS                    | Mike Kirkland        | Surinder Thatthi    |
| STI Europe                       | Subaru        | Subaru Legacy RS                    | Possum Bourne        | Rodger Freeth       |
| STI Europe                       | Subaru        | Subaru Legacy RS                    | Ian Duncan           | Ian Munro           |
| STI Europe                       | Subaru        | Subaru Legacy RS                    | Jim Heather-Hayes    | Anton Levitan       |
| STI Europe                       | Subaru        | Subaru Legacy RS                    | Francois Chatriot    | Michel Perin        |
| STI Europe                       | Subaru        | Subaru Legacy RS                    | Derek Warwick        | Ronan Morgan        |
| Serena Hotels                    | Subaru        | Subaru Legacy RS                    | Patrick Njiru        | David Williamson    |
| Nissan Motorsports International | Nissan        | Nissan 200SX                        | Vic Preston Jr       | John Lyall          |
| Bastos Motul BMW                 | BMW           | BMW M3                              | Francois Chatriot    | Michel Perin        |
| Volkswagen Motorsport            | Volkswagen    | Volkswagen Golf Rallye G60          | Erwin Weber          | Matthias Feltz      |
| Q8 Team Ford                     | Ford          | Ford Sierra RS Cosworth 4x4         | Pentti Airikkala     | Ronan McNamee       |
| Q8 Team Ford                     | Ford          | Ford Sierra RS Cosworth 4x4         | Malcolm Wilson       | Nicky Grist         |
| Q8 Team Ford                     | Ford          | Ford Sierra RS Cosworth 4x4         | Gianfranco Cunico    | Stefano Evangelisti |
| Q8 Team Ford                     | Ford          | Ford Sierra RS Cosworth 4x4         | Alex Fiorio          | Luigi Pirollo       |
| Q8 Team Ford                     | Ford          | Ford Sierra RS Cosworth 4x4         | Gwyndaf Evans        | Howard Davies       |

## Resultados

### Campeonato de pilotos
| Pos. | Piloto                 | MON | POR | SAF | COR | GRC | NVZ | ARG | FIN | AUS | SRM | CMA | GBR | Puntos |
| ---- | ---------------------- | --- | --- | --- | --- | --- | --- | --- | --- | --- | --- | --- | --- | ------ |
| 1    | Carlos Sainz           | 2   | Ret | 4   | 2   | 1   | 1   | 2   | 1   | 2   | 3   |     | 1   | 140    |
| 2    | Didier Auriol          | 1   | 2   |     | 1   | Ret |     | 3   | Ret | Ret | 1   |     | 5   | 95     |
| 3    | Juha Kankkunen         | Ret | 3   | 2   |     | 2   |     | Ret | 5   | 1   | 2   |     | Ret | 85     |
| 4    | Massimo Biasion        | 3   | 1   | Ret |     | 3   |     | 1   |     |     | Ret |     | 3   | 76     |
| 5    | Mikael Ericsson        | 7   |     | 3   |     | 4   |     |     | Ret | Ret | 6   |     |     | 32     |
| 6    | Dario Cerrato          | 4   | 4   |     |     |     |     |     |     |     | 4   |     |     | 30     |
| 7    | Rudolf Sothl           |     |     | 7   |     | Ret |     | 4   |     |     |     | 2   |     | 29     |
| 8    | Kenneth Eriksson       | Ret | Ret |     |     | Ret |     |     | 3   | Ret |     |     | 2   | 27     |
| 9    | Alessandro Fiorio      |     |     | Ret |     | 5   |     |     | Ret | 3   | 8   |     | 9   | 25     |
| 10   | Ingvar Carlsson        |     |     |     |     |     | 2   |     |     | 5   |     |     |     | 23     |
| 11   | Alain Oreille          | 13  | 14  |     | 8   | 13  | 10  | 6   |     | Ret | 17  | 3   |     | 22     |
| 12   | Bjorn Waldegard        |     |     | 1   |     |     |     |     |     |     |     |     |     | 20     |
| 12   | Patrick Tauziac        |     |     |     |     |     |     |     |     |     |     | 1   |     | 20     |
| 14   | Peter Bourne           |     |     | Ret |     |     | 5   |     |     | 4   |     |     |     | 18     |
| 15   | Bruno Saby             | 6   |     |     | 4   |     |     |     |     |     |     |     | ?   | 16     |
| 16   | Ari Vatanen            | Ret | Ret |     |     | Ret |     |     | 2   |     |     |     | Ret | 15     |
| 17   | François Chatriot      |     |     |     | 3   |     |     |     |     |     | Ret |     |     | 12     |
| 17   | Erwin Weber            |     |     |     |     | Ret | 3   |     |     | DSQ |     |     |     | 12     |
| 17   | Armin Schwarz          | 5   | Ret |     | Ret |     |     |     |     |     | Ret |     | 7   | 12     |
| 20   | Ross Dunkerton         |     |     |     |     |     | 4   |     |     | Ret |     |     |     | 10     |
| 20   | Markku Alen            |     |     | Ret |     | Ret |     |     | 4   |     | Ret |     | Ret | 10     |
| 20   | Alain Ambrosino        |     |     |     |     |     |     |     |     |     |     | 4   |     | 10     |
| 20   | Mats Jonsson           |     |     |     |     |     |     |     |     |     |     |     | 4   | 10     |
| 20   | Tommi Makinen          |     |     |     |     |     | 6   |     | 11  | 7   | 13  |     | Ret | 10     |
| 25   | Timo Salonen           | 8   | Ret |     |     |     |     |     | 6   |     |     |     | Ret | 9      |
| 25   | Gustavo Trelles        |     | 11  |     |     | 9   | 7   | Ret | 15  | 8   | 15  | Ret | Ret | 9      |
| 27   | Carlos Bica            |     | 5   |     |     |     |     |     |     |     |     |     |     | 8      |
| 27   | Kenjiro Shinozuka      |     |     | 5   |     |     |     |     |     |     |     | Ret |     | 8      |
| 27   | Raimund Baumschlager   |     |     |     | 5   |     |     |     |     |     |     |     |     | 8      |
| 27   | Ernesto Soto           |     | 12  |     |     |     | Ret | 5   | 16  |     |     |     |     | 8      |
| 27   | Piero Liatti           |     |     |     |     |     |     |     |     |     | 5   |     |     | 8      |
| 27   | Patrice Servant        |     |     |     |     |     |     |     |     |     |     | 5   |     | 8      |
| 33   | Jorge Recalde          |     | 7   |     |     | Ret | 8   | Ret | 22  | 11  |     |     |     | 7      |
| 34   | Hannu Mikkola          | Ret | 6   |     |     |     |     |     | Ret |     |     |     | Ret | 6      |
| 34   | Jim Heather-Hayes      |     |     | 6   |     |     |     |     |     |     |     |     |     | 6      |
| 34   | Laurent Poggi          |     |     |     | 6   |     |     |     |     |     |     |     |     | 6      |
| 34   | Michele Rayneri        |     |     |     |     | 6   | Ret |     |     |     |     |     |     | 6      |
| 34   | Grégoire de Mevius     |     | Ret |     |     |     |     |     |     | 6   | Ret |     |     | 6      |
| 34   | Michel Molinie         |     |     |     |     |     |     |     |     |     |     | 6   |     | 6      |
| 34   | Colin McRae            |     |     |     |     |     |     |     |     |     |     |     | 6   | 6      |
| 41   | Claude Balesi          |     |     |     | 7   |     |     |     |     |     |     |     |     | 4      |
| 41   | Giannis Vardinogiannis |     |     |     |     | 7   |     |     |     |     |     |     |     | 4      |
| 41   | Marcelo Raies          |     |     |     |     |     |     | 7   |     |     |     |     |     | 4      |
| 41   | Lasse Lampi            |     |     |     |     |     |     |     | 7   |     |     |     |     | 4      |
| 41   | Piergiorgio Deila      |     |     |     |     |     |     |     |     |     | 7   |     |     | 4      |
| 41   | Jean-Philippe Bernier  |     |     |     |     |     |     |     |     |     |     | 7   |     | 4      |
| 47   | Marc Duez              |     | 8   |     | Ret |     |     |     |     |     |     |     |     | 3      |
| 47   | Patrick Njiru          |     |     | 8   |     |     |     |     |     |     |     |     |     | 3      |
| 47   | Ian Duncan             |     |     | Ret |     | 8   |     |     |     |     |     |     |     | 3      |
| 47   | Gabriel Martin         |     |     |     |     |     |     | 8   |     |     |     |     |     | 3      |
| 47   | Sebastian Lindholm     |     |     |     |     |     |     |     | 8   |     |     |     |     | 3      |
| 47   | Viviane Evina          |     |     |     |     |     |     |     |     |     |     | 8   |     | 3      |
| 47   | David Llewellin        |     |     |     |     |     |     |     |     |     |     |     | 8   | 3      |
| 54   | Paola de Martini       | Ret | 16  |     | 9   | Ret |     | WD  | 32  | Ret | Ret |     |     | 2      |
| 54   | François Delecour      | 9   |     |     | Ret |     |     |     |     |     |     |     |     | 2      |
| 54   | Joaquim Santos         |     | 9   |     |     |     |     |     |     |     |     |     |     | 2      |
| 54   | Ashok Pattni           |     |     | 9   |     |     |     |     |     |     |     |     |     | 2      |
| 54   | Gilberto Pianezzola    |     | 13  |     |     |     | 9   |     |     |     |     |     |     | 2      |
| 54   | Oscar Maccari          |     |     |     |     |     |     | 9   |     |     |     |     |     | 2      |
| 54   | Esa Saarenpaa          |     |     |     |     |     |     |     | 9   |     |     |     |     | 2      |
| 54   | Kiyoshi Inoue          |     |     |     |     |     |     |     |     | 9   |     |     |     | 2      |
| 54   | Giuseppe Grossi        |     |     |     |     |     |     |     |     |     | 9   |     |     | 2      |
| 54   | Jean-Michel Dionneau   |     |     |     |     |     |     |     |     |     |     | 9   |     | 2      |
| 64   | Bertrand Balas         | 10  |     |     |     |     |     |     |     |     |     |     |     | 1      |
| 64   | Ronald Holzer          |     | 10  |     |     |     |     |     |     |     |     |     |     | 1      |
| 64   | Steve Anthony          |     |     | 10  |     |     |     |     |     |     |     |     |     | 1      |
| 64   | Sylvain Polo           |     |     |     | 10  |     |     |     |     |     |     |     |     | 1      |
| 64   | Pavlos Moschoutis      |     |     |     |     | 10  |     |     |     |     |     |     |     | 1      |
| 64   | Fernando Marino        |     |     |     |     |     |     | 10  |     |     |     |     |     | 1      |
| 64   | Risto Buri             |     |     |     |     |     |     |     | 10  |     |     |     |     | 1      |
| 64   | Ed Ordynski            |     |     |     |     |     |     |     |     | 10  |     |     |     | 1      |
| 64   | Alessandro Fassina     |     |     |     |     |     |     |     |     |     | 10  |     |     | 1      |
| 64   | Adolphe Choteau        |     |     |     |     |     |     |     |     |     |     | 10  |     | 1      |
| 64   | Robert Droogmans       |     |     |     |     |     |     |     |     |     |     |     | 10  | 1      |

### Campeonato de Constructores
| Pos. | Piloto     | MON | POR | SAF | COR | GRC | NVZ | ARG | FIN | AUS | SRM | CMA | GBR | Puntos |
| ---- | ---------- | --- | --- | --- | --- | --- | --- | --- | --- | --- | --- | --- | --- | ------ |
| 1    | Lancia     | 20  | 20  | 17  | 20  |     |     | 20  |     | 20  | 20  |     |     | 137    |
| 2    | Toyota     | 17  |     | 20  | 17  | 20  |     | 17  | 20  |     |     |     | 20  | 131    |
| 3    | Mitsubishi |     |     | 10  |     |     |     |     | 17  | 12  |     |     | 17  | 56     |
| 4    | Subaru     |     |     | 8   |     | 11  |     |     | 12  | 12  |     |     |     | 43     |
| 5    | Mazda      | 4   | 8   |     |     |     |     |     | 8   | 10  |     |     |     | 30     |
| 6    | Renault    |     |     |     | 12  |     |     | 12  |     |     |     |     |     | 24     |
| 7    | Audi       |     |     | 6   | 4   |     |     | 12  | 2   |     |     |     |     | 24     |
| 8    | Ford       |     | 5   |     |     |     |     |     |     |     | 9   |     | 8   | 22     |
| 9    | BMW        |     |     |     | 14  |     |     |     |     |     |     |     |     | 14     |
| 10   | Volkswagen |     |     |     | 10  |     |     |     |     |     |     |     |     | 10     |
| 11   | Citroën    |     |     |     | 8   |     |     |     |     |     |     |     |     | 8      |
| 12   | Fiat       |     |     |     |     |     |     | 6   |     |     |     |     |     | 6      |
| 13   | Daihatsu   |     |     | 3   |     |     |     |     |     |     |     |     |     | 3      |
| 15   | Peugeot    | 2   |     |     |     |     |     |     |     |     |     |     |     | 2      |
| 16   | Nissan     |     |     |     |     | 2   |     |     |     |     |     |     |     | 2      |

### Copa de Producción
| Pos. | Piloto              | MON | POR | SAF | COR | GRC | NVZ | ARG | FIN | AUS | SRM | CMA | GBR | Puntos |
| ---- | ------------------- | --- | --- | --- | --- | --- | --- | --- | --- | --- | --- | --- | --- | ------ |
| 1    | Alain Oreille       | 10  | 4   |     | 10  | 5   | 4   | 10  |     |     | (3) | 13  |     | 56     |
| 2    | Gustavo Trelles     |     | 10  |     |     | 10  | 10  |     | 7   | 10  | 5   |     |     | 52     |
| 3    | Tommi Mäkinen       |     |     |     |     |     | 13  |     | 13  | 13  | 7   |     |     | 46     |
| 4    | Jorge Recalde       |     | 13  |     |     |     | 7   |     | 2   | 4   |     |     |     | 26     |
| 5    | Ernesto Soto        |     | 7   |     |     |     |     | 13  | 5   |     |     |     |     | 25     |
| 6    | Gwyndaf Evans       |     |     |     |     |     |     |     | 1   |     | 10  |     | 13  | 24     |
| 7    | Gilberto Pianezzola |     | 5   |     |     |     | 5   |     |     |     | 4   |     |     | 14     |
| 8    | Bertrand Balas      | 13  |     |     |     |     |     |     |     |     |     |     |     | 13     |
| 8    | Patrick Njiru       |     |     | 13  |     |     |     |     |     |     |     |     |     | 13     |
| 8    | Claude Balesi       |     |     |     | 13  |     |     |     |     |     |     |     |     | 13     |
| 8    | Ian Duncan          |     |     |     |     | 13  |     |     |     |     |     |     |     | 13     |
| 8    | Alex Fassina        |     |     |     |     |     |     |     |     |     | 13  |     |     | 13     |

- Referencias[6]